# 並木一路
並木 一路（なみき いちろ、1910年5月13日 - 没年不詳）は、昭和・平成期の漫才師、俳優。本名は松村 興優（まつむら こうゆう）。東京府東京市本郷区（現在の東京都文京区）出身。

## 来歴・人物
1910年5月13日、東京府東京市本郷区（現在の東京都文京区）に生まれる。
物心がつく前からドサ回り劇団に所属して各地を巡業。旅回わり劇団を転々としたのち1936年、栗島すみ子劇団に入り、栗島の父である栗島狭衣に師事。その後、古川隆一名義で浅草の梅沢昇一座、不二祥子一座などの剣劇の舞台に立つ。
1938年、漫才に転向し、大山キリン名義で栗島劇団にいた仲間と大山キリン・ビールを結成し、兵隊漫才で活躍する。1940年、並木一路と改名して内海突破とコンビを結成してヒットし、「西にエンタツ・アチャコあり、東に一路・突破あり」とうたわれた。芸名は「敵陣を一路突破する」に由来している。1941年、コンビで東宝演劇部の専属俳優となる。1944年、入隊し朝鮮・龍山で終戦を迎えた。
戦後はラジオや映画を中心にコンビで人気を持続するが、1949年3月、内海がNHKラジオ『陽気な喫茶店』に出演したのをきっかけでコンビ解消。1950年、宮田洋容とコンビを結成して、人気を博す。しかし1954年以降は単独で司会者や漫談家として活躍。1965年、内海と再びコンビを復活させたが長くは続かなかった。
その後再びコンビを結成することなく、内海は1968年6月8日に53歳で死去。一方、一路は平成まで司会者や漫談家として活躍していたというが、以後の消息は不明である。

## 出演作品
- 聲入り豪華船 1947年
- 素晴らしき日曜日 1947年
- 見たり聞いたりためしたり 1947年
- 狙われた女 1948年
- 殿様ホテル 1948年
- びっくり五人男 1949年
- おどろき一家 1949年
- 戦後派親爺 1950年
- 笑えば天国の巻 1950年
- バナナ娘 1950年
- アマカラ珍道中 1950年
- おやおや人生 1951年
- 大当たりパチンコ娘 1952年
- 家庭の事情 おこんばんわの巻 1954年
- 初笑い寛永御前試合 1954年
- 魚河岸の石松 大阪罷り通る 1954年
- 花祭底抜け千一夜 1954年
- 家庭の事情 ネチョリンコンの巻 1954年
- 怪猫腰抜け騒動 1954年
- へそくり社員敢闘す 1954年
- ドライ夫人と亭主関白 1957年
- 新妻の実力行使 1957年
- 将軍家光と天下の彦左 1957年
- 金語楼の成金王 1958年
- 坊ちゃん天国 1958年
- 坊ぼん罷り通る 1958年
- 裸の大将 1958年
- カックン超特急 1959年
- 金語楼の三等兵 1959年
- 戦場のなでしこ 1959年
- ワンマン今昔物語 1959年
- 十代の曲り角 1959年
- 美男買います 1960年
- 若社長と爆発娘 1960年
- 三人の女強盗 1960年
- 爆発娘罷り通る 1960年
- 反逆児 1960年
- 凹凸珍道中 1960年
- 誰よりも金を愛す 1961年
- アワモリ君売出す 1961年
- 覗かれた個室 1964年
- 君も出世ができる 1964年